# 계양고등학교
계양고등학교(桂陽高等學校)는 대한민국 인천광역시 계양구 용종동에 위치한 공립 고등학교이다.

## 학교 연혁
- 1995년 12월 28일 : 학교 설립 인가(36학급)
- 1997년 3월 1일 : 초대 양덕배 교장 취임
- 1997년 3월 3일 : 제1회 입학식(591명)
- 2011년 12월 1일 : 교과교실제 영어·수학 교과교실 구축 운영(12실)
- 2013년 12월 7일 : 인조 잔디 운동장 완공
- 2016년 9월 1일 : 교육부지정 과학중점학교 선정
- 2021년 3월 1일 : 제10대 조용구 교장 취임
- 2021년 3월 1일 : 인천광역시교육청 지정 과학중점학교 운영
- 2021년 9월 2일 : 본관-명예관 연결통로 증축
- 2023년 12월 29일 : 제25회 졸업식(164명) 졸업생 누계 10,409명
- 2024년 3월 4일 : 제28회 입학식(180명)

## 참고 자료
- 계양고등학교 - 한국교육학술정보원 학교알리미